# 邹特夫墓
邹特夫墓，位于中国广东省佛山市南海区大沥镇黄岐社区，为一处清代古墓葬。1994年7月5日，列入南海市文物保护单位；2006年，列入佛山市第四批文物保护单位。